# Гудырья
Гудырья, Тудырья — река в России, протекает в Карагайском районе Пермского края. Устье реки находится в 12 км по правому берегу реки Лопва. Длина реки составляет 16 км.
Исток реки на Верхнекамской возвышенности в 11 км северо-западнее села Карагай. Генеральное направление течения — северо-восток, затем север. Протекает деревни Колулаево, Кыши и Трутнята. Впадает в Лопву около деревни Цивино.

## Данные водного реестра
По данным государственного водного реестра России относится к Камскому бассейновому округу, водохозяйственный участок реки — Кама от города Березники до Камского гидроузла, без реки Косьва (от истока до Широковского гидроузла), Чусовая и Сылва, речной подбассейн реки — бассейны притоков Камы до впадения Белой. Речной бассейн реки — Кама.
Код объекта в государственном водном реестре — 10010100912111100009639.